# 波爾克鎮區 (印地安納州馬歇爾縣)
波爾克鎮區（英語：Polk Township）是位於美國印地安納州馬歇爾縣的一個行政鎮區。

## 地方資料
根據2010年美國人口普查的數據，波爾克鎮區的面積為109.40平方千米，當中陸地面積為109.00平方千米，而水域面積為0.40平方千米。當地共有人口2824人，而人口密度為每平方千米25.81人。